# Perris
Perris är en stad (city) i Riverside County, i delstaten Kalifornien, USA. Enligt United States Census Bureau har staden en folkmängd på 69 967 invånare (2011) och en landarea på 81,3 km².